# CEFCU Stadium
Le CEFCU Stadium, anciennement Spartan Stadium, est un stade de football américain situé sur le campus de la San José State University, à San José (Californie). Lors de sa construction en 1933, il était doté de 4 000 places.
Plusieurs rénovations et agrandissements ont porté sa capacité actuelle à 21 520 places.

## Histoire
Cette enceinte accueille les San Jose State Spartans qui participent au championnat universitaire de football américain, en NCAA.
D’autre part, deux équipes professionnelles de football (soccer) ont utilité le Spartan Stadium. Il s’agit des San José Earthquakes (NASL puis Major League Soccer) et des San José CyberRays (en) (WUSA). De plus, quatre matchs de la Coupe du monde de football féminin ont eu lieu dans ce stade, en 1999.